# Omphaletis melodora
Omphaletis melodora är en fjärilsart som beskrevs av Oswald Beltram Lower 1902. Omphaletis melodora ingår i släktet Omphaletis och familjen nattflyn. Inga underarter finns listade i Catalogue of Life.